# Raoul Follereau
Raoul Follereau, francoski pesnik in pisatelj, * 7. avgust 1903, Nevers, Francija, † 6. december 1977, Pariz.

## Življenje in delo
Rojen je bil v Neversu. Sprva se je uveljavil kot pesnik. Pri 23 letih se je njegovo ime prvič pojavilo v Comédie Française. Nekateri njegovi odrski prizori so bili tisočkrat uprizorjeni. Vsa svoja dela je posvetil svoja dela boju proti revščini, družbenim krivicam in fanatizmu. Obsojal je sebičnost bogatih in podlost.
Spisal je okoli 50 različnih knjižic, knjig, v katerih je sam orisal svoje življenje. Njegov opus obsega pesnitve, romane, krajša odrska dela, potopise in spomine.
Njegovo najbolj znamenito in največkrat prevajano delo je Knjiga ljubezni (COBISS). Prvič jo je izdal leta 1920, ko mu je bilo komaj 17 let.